# Arnaldo Edi Lopes da Silva
Arnaldo Edi Lopes da Silva, meglio noto come Edinho (Aveiro, 7 luglio 1982), è un ex calciatore portoghese, di ruolo attaccante.

## Carriera

### Club
Ha giocato per l'Almada, la Barreirense, lo Sporting Braga, il Paços Ferreira, il Gil Vicente, il Vitória Futebol Clube e l'AEK Atene.
Viene acquistato dal Malaga per la stagione 2009-2010.

### Nazionale
Tra il 2009 ed il 2014 ha totalizzato complessivamente 6 presenze e 3 reti con la nazionale portoghese.

## Palmares

### Club

#### Competizioni nazionali
- Coppa del Portogallo: 1

Académica: 2011-2012